# Fredenbeck
Fredenbeck (niederdeutsch Freenbeek) ist eine Gemeinde im Landkreis Stade in Niedersachsen. Der Ort ist Mitgliedsgemeinde der Samtgemeinde Fredenbeck und zugleich deren Verwaltungssitz.

## Geographie

### Geographische Lage

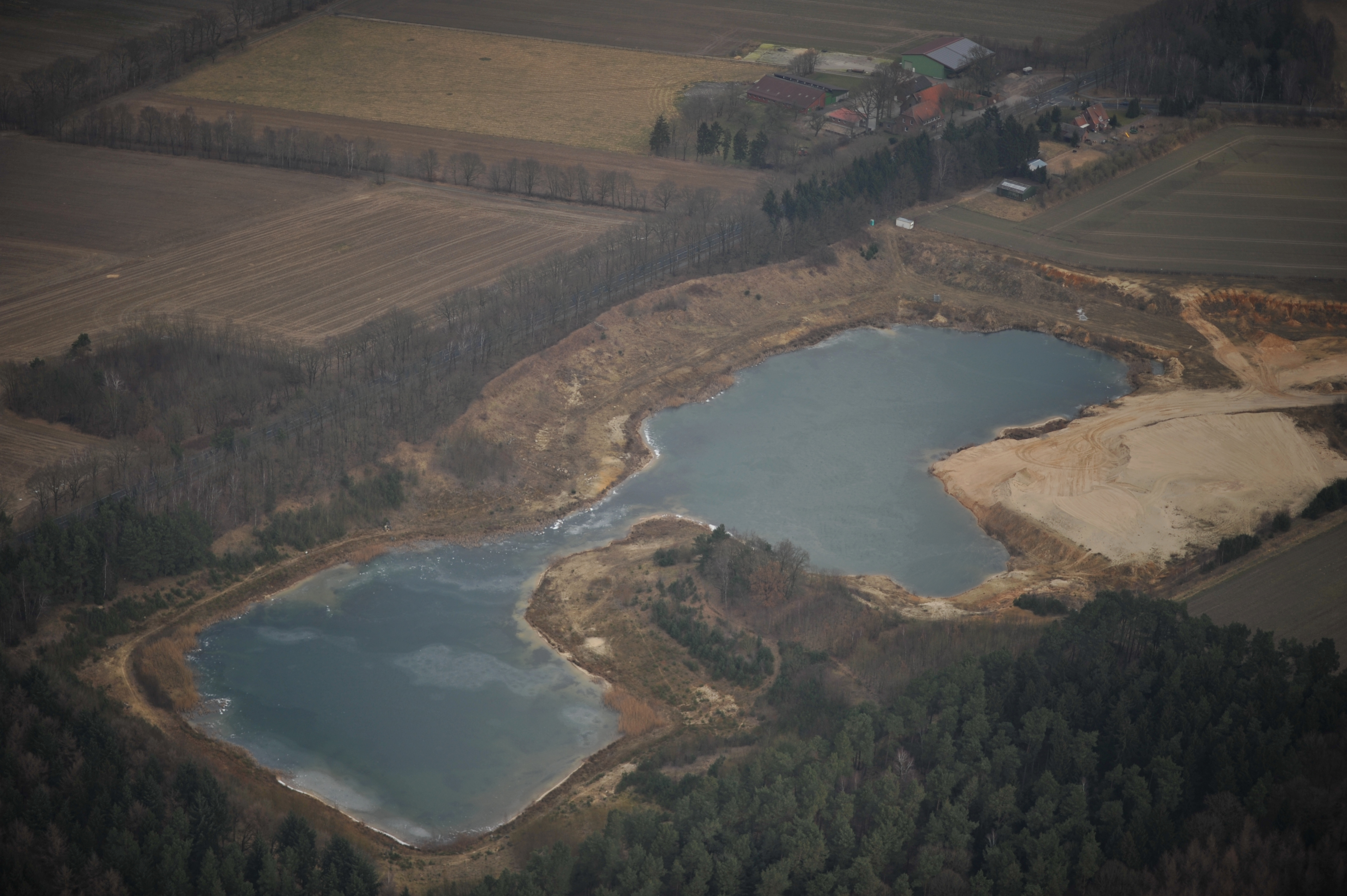
See bei Schwinge

Fredenbeck liegt zwischen Hamburg und Bremen auf der Stader Geest. Die Region ist ländlich geprägt. Der Ort liegt am Schwingetal mit umfangreichen Waldbeständen und Mooren. Die Schwinge und zahlreiche Bäche mit ihren Wiesentälern verlaufen tief im Gelände.

### Gemeindegliederung
Zu Fredenbeck gehören die Ortsteile Fredenbeck (früher Groß- und Klein Fredenbeck), Schwinge und Wedel.

### Nachbargemeinden
| Cuxhaven 74 km    | Drochtersen 26 km                           | Stade 14 km                      |
| Bremerhaven 67 km | Kompassrose, die auf Nachbargemeinden zeigt | Hamburg 57 km                    |
| Bremervörde 23 km | Sittensen 37 km                             | Harsefeld 14 km, Buxtehude 23 km |

## Geschichte
Im Jahr 2017 fand ein Sondengänger auf einem Acker ein neun Gramm schweres Goldmultiplum mit dem Konterfei von Kaiser Konstantin I, das in den Jahren 342/343 in Sisak im heutigen Kroatien geprägt wurde. Die Münze wird seit 2019 im Schwedenspeicher-Museum in Stade ausgestellt.

### Eingemeindungen
Am 1. Juli 1972 wurde aus den Gemeinden Groß Fredenbeck, Klein Fredenbeck, Schwinge und Wedel die neue Gemeinde Fredenbeck gebildet.

### Einwohnerentwicklung
Die Angaben von 1961 und 1970 beziehen sich auf die damals noch selbständigen Gemeinden. Bei den Angaben zu Fredenbeck werden die Einwohnerzahlen der Gemeinden bzw. Ortsteile addiert. Eine Gemeinde Fredenbeck existierte vor der Gebietsreform nicht.
| Ortsteil             | 1961 | 1970 | 1986 | 1991 | 1997 | 2001  | 2005  | 2006  | 2011  | 2015  |
| -------------------- | ---- | ---- | ---- | ---- | ---- | ----- | ----- | ----- | ----- | ----- |
| Fredenbeck           | 1108 | 1276 | 2858 | 3064 | 3933 | 4094  | 4145  | 4119  | 4418  | 4424  |
| davon Gr. Fredenbeck | 434  | 520  | 1468 | 1539 | 1898 | k. A. | k. A. | k. A. | k. A. | k. A. |
| davon Kl. Fredenbeck | 674  | 756  | 1390 | 1525 | 2035 | k. A. | k. A. | k. A. | k. A. | k. A. |
| Schwinge             | 559  | 607  | 755  | 714  | 869  | 1011  | 1013  | 1062  | 1027  | 1004  |
| Wedel                | 360  | 404  | 503  | 482  | 565  | 653   | 671   | 689   | 678   | 680   |
| Gesamt               | 2027 | 2287 | 4116 | 4260 | 5367 | 5758  | 5829  | 5814  | 6123  | 6108  |

Am 31. Dezember 2011 hatte die Gemeinde 5769 Einwohner.

## Politik

### Gemeinderat
Der Rat der Gemeinde Fredenbeck besteht aus 19 Ratsfrauen und Ratsherren. Dies ist die festgelegte Anzahl für die Mitgliedsgemeinde einer Samtgemeinde mit einer Einwohnerzahl zwischen 6000 und 7000 Einwohnern. Die Ratsmitglieder werden durch eine Kommunalwahl für jeweils fünf Jahre gewählt. Die aktuelle Amtszeit begann am 1. November 2021 und endet am 31. Oktober 2026.
Die letzte Kommunalwahl am 12. September 2021 ergab das folgende Ergebnis:
| Partei         | Anteilige Stimmen | Anzahl Sitze |
| -------------- | ----------------- | ------------ |
| CDU            | 39,53 %           | 8            |
| SPD            | 33,79 %           | 6            |
| GRÜNE          | 11,65 %           | 2            |
| FWG-Pro Bürger | 8,53 %            | 2            |
| FDP            | 6,50 %            | 1            |

Die Wahlbeteiligung bei der Kommunalwahl 2021 lag mit 59,97 % über dem niedersächsischen Durchschnitt von 57,1 %.

### Bürgermeister
Der Gemeinderat wählte das Gemeinderatsmitglied Hans-Ulrich Schumacher (SPD) zum ehrenamtlichen Bürgermeister für die aktuelle Wahlperiode bis 2026. Schumacher amtiert seit 2011 als Bürgermeister von Fredenbeck.

### Ehemalige Bürgermeister
- 1972–1976 Klaus Schulte
- 1976–2006 Johann Burfeindt (CDU)
- 2006–2011 Diedrich Wohlers (CDU)

### Wappen
Blasonierung: Das Wappen der Gemeinde Fredenbeck zeigt an der Herzstelle eine schwarze Scheibe mit einem goldenen Wasserrad, im rechten Obereck in Gold zwei einander abgewandte Pferdeköpfe auf rotem Grund, im linken Obereck ein silbernes, geschwungenes Band auf blauem Grund, im rechten Untereck wird das beschwungene Silberband auf blauem Grund fortgeführt, das linke Untereck zeigt ein goldenes Blatt und eine goldene Eichel auf rotem Grund.

## Religionen
In Fredenbeck befindet sich die 1960/61 erbaute evangelisch-lutherische Martin-Luther-Kirche, sie gehört zum Kirchenkreis Buxtehude.
Im Jahre 1967 wurde die katholische St.-Lukas-Kirche erbaut, 2003 erfolgte ihre Profanierung. Zuletzt gehörte sie zur Pfarrgemeinde Heilig Geist in Stade. Die Kirche wurde 2004 abgerissen, an sie erinnert heute eine Gedenkplakette. Auf dem Grundstück wurden Wohnungen errichtet. Heute befinden sich die nächstgelegenen katholischen Kirchen jeweils ca. zwölf Kilometer entfernt in Harsefeld und Stade.

## Kultur und Sehenswürdigkeiten

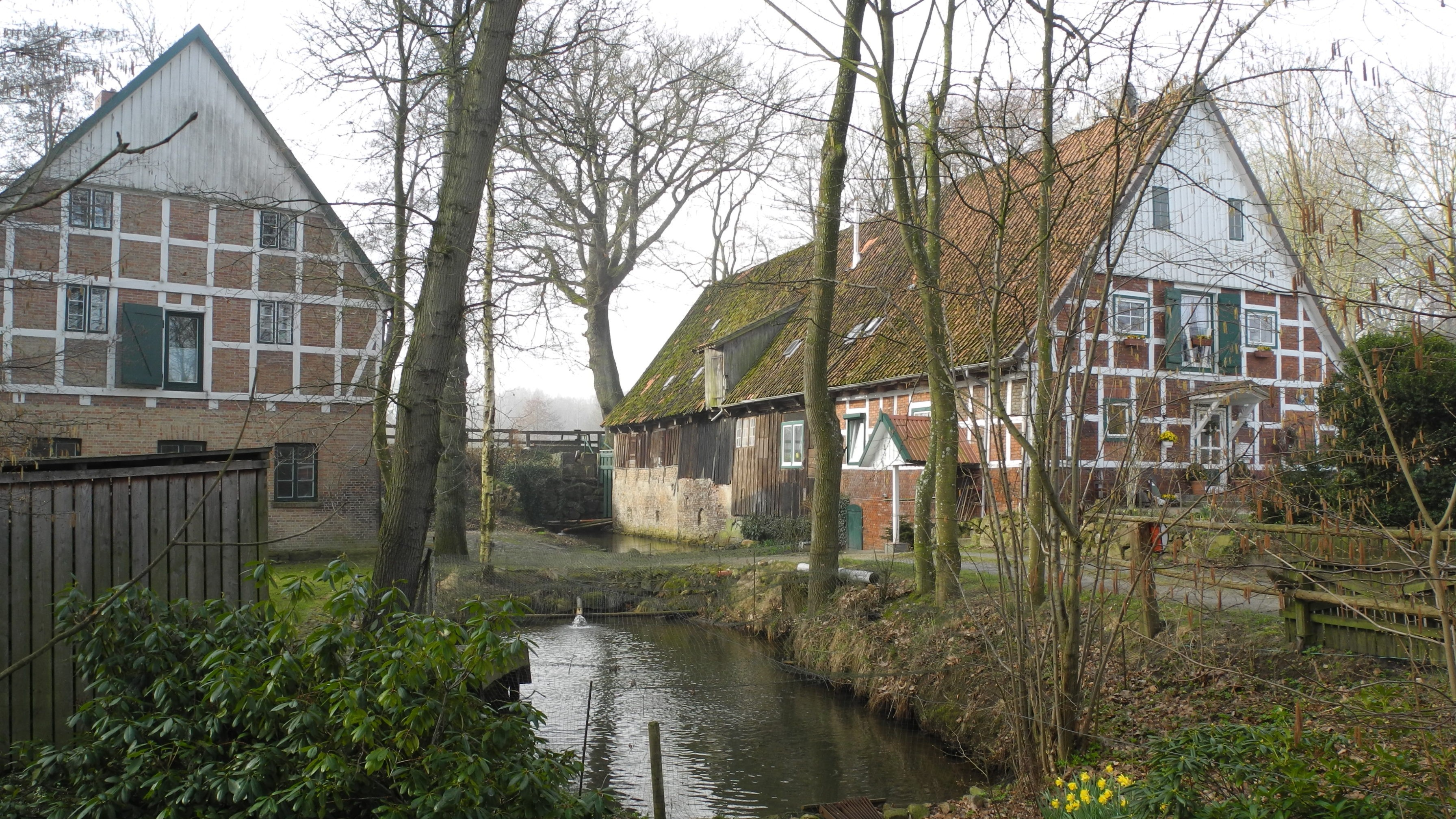
Wassermühle Fredenbeck

### Vereine
Überregional bekannt ist der VfL Fredenbeck, hierbei insbesondere die Handballmannschaft. Auch der Reitverein Fredenbeck erlangte durch die Weltmeisterschaft 2021 im Voltigieren in Budapest Bekanntheit. Des Weiteren sind zwei Pfadfinderstämme ortsansässig, der Stamm Arche der evangelischen Kirche und der interkonfessionelle „Stamm Likedeeler Fredenbeck BdP e. V.“

## Wirtschaft und Infrastruktur

### Verkehr
Der Bahnhof Fredenbeck liegt an der Bahnstrecke Hesedorf–Stade.
Durch die Bundesstraße B 74 aus Richtung Bremerhaven, die durch den Ortsteil Schwinge führt, ist Fredenbeck an das überregionale Verkehrsnetz angebunden. Die Hauptverbindung ist die B 73 aus Richtung Hamburg. Weitere Straßen sind die L 123 und die L 124.

### Bildung
In Fredenbeck befinden sich eine Grundschule und die Geestlandschule, eine Oberschule mit gymnasialem Angebot.

### Wirtschaft
Der größte Arbeitgeber der Gemeinde ist das Unternehmen Dankers Bohrtechnik GmbH.

## Persönlichkeiten

### Ehrenbürger
- Johann Burfeindt (1936–2012), langjähriger Bürgermeister (1976–2006), danach zum Ehrenbürgermeister ernannt

### Söhne und Töchter der Gemeinde
- Joachim Burfeindt (1892–1982), in Schwinge geborener deutscher Politiker (DP)